# Облігатні анаероби

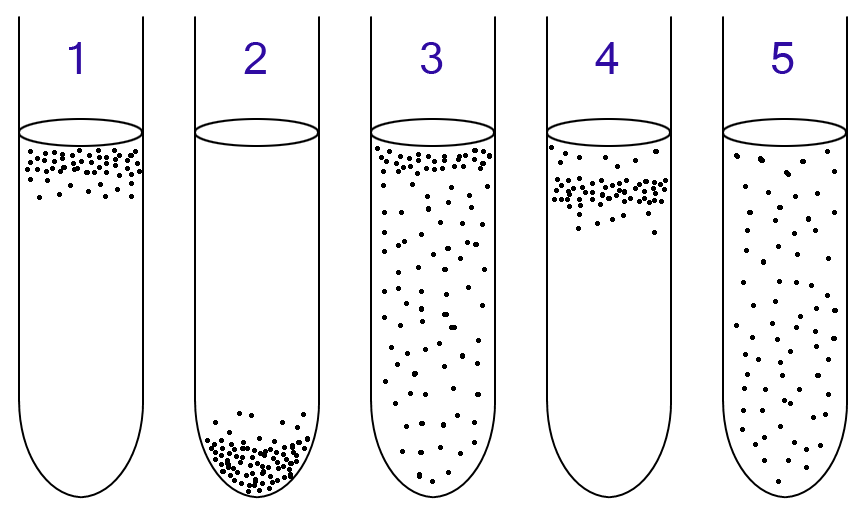
Анаеробні і аеробні бактерії можна розрізнити, вирощуючи їх на рідкому поживному середовищі і спостерігаючи, які зони в пробірці вони займають.
1 — облігатний аероб;
2 — облігатний анаероб;
3 — факультативний анаероб;
4 — мікроаерофіл;
5 — аеротолерантнимі бактерія.

Облігатні анаероби — організми, які живуть і ростуть тільки за відсутності молекулярного кисню в середовищі. Кисень для них згубний.

## Метаболізм
Поширена думка, що облігатні анаероби гинуть в присутності кисню через відсутність ферментів супероксиддисмутази і каталази, які переробляють смертельний супероксид, що утворюється в їх клітинах при наявності кисню. Хоча в деяких випадках це дійсно так, проте, у деяких облігатних анаеробів була виявлена активність вищезазначених ферментів, а в їхніх геномах були знайдені гени, відповідальні за ці ферменти і родинні білки.[джерело?] До таких облігатних анаеробів відносяться, наприклад, Clostridium butyricum  і Methanosarcina barkeri . І все ж ці організми не здатні існувати в присутності кисню.
Є кілька інших гіпотез, що пояснюють, чому строгі анаероби чутливі до кисню:
1. Розкладаючись, кисень збільшує окисно-відновний потенціал середовища, а високий потенціал, в свою чергу, пригнічує ріст деяких анаеробів. Наприклад, метаногени ростуть при окислювально-відновному потенціалі менше -0,3 V.
2. Сульфід є невід'ємною складовою деяких ферментів, а молекулярний кисень окисляє сульфід до дисульфіду і тим самим порушує активність ферменту.
3. Ріст може придушуватися відсутністю доступних для біосинтезу електронів, так як всі електрони йдуть на відновлення кисню.

Наймовірніше, чутливість строгих анаеробів до кисню обумовлена цими факторами в сукупності .
Замість кисню облігатні анаероби використовують альтернативні акцептори електронів для клітинного дихання: сульфати, нітрати, залізо, марганець, ртуть, чадний газ (CO). Наприклад, сульфат-відновлючі бактерії, що у великій кількості мешкають в придонних морських відкладеннях, обумовлюють запах тухлих яєць в цих місцях через виділення сірководню. Енергія, що виділяється при таких дихальних процесах, менша, ніж при кисневому диханні, і перераховані вище альтернативні акцептори електронів не дають однакову кількість енергії.

## Представники
Bacteroides і Clostridium можуть служити прикладами неспороутворюючих і спороутворюючих суворих анаеробів відповідно.
Іншими прикладами облігатних анаеробів є Peptostreptococcus , Treponema , Fusiform , Porphyromonas, Veillonella  та Actinomyces .